# 叶成 (1962年)
叶成（1962年1月—），男，汉族，中华人民共和国企业家、政治人物，曾任山东岚桥集团董事长，第十二届全国政协委员。。

## 生平
2013年2月，当选第十二届全国政协委员，代表中华全国台湾同胞联谊会人士。